# إبضر
إبْضَر قريةٌ مغربيةٌ ومركزُ جماعةِ إبضر القرويةِ التابعةِ لإقليم سيدي إفني. بلغَ عددُ سكانِ الجماعةِ 5،140 نسمة (إحصاء ذي القعدة 1435). من بين دواوير الجماعة: تفريت، وإد القايد، وإد حمو، وتغلولو.